# Akonitsav
| Akonitsav |                              |
| cisz-Akonitsav                                                                                                  |                              |
| transz-Akonitsav                                                                                                |                              |
| IUPAC-név | prop-1-én-1,2,3-trikarbonsav |
| Kémiai azonosítók                                                                                               |                              |
| CAS-szám | 499-12-7                     |
| PubChem | 309                          |
| ChemSpider | 303                          |
| EINECS-szám | 207-877-0                    |
| MeSH | Aconitate                    |
| ChEBI | 22211                        |
| InChIKey | GTZCVFVGUGFEME-UHFFFAOYSA-N  |
| Beilstein | 1725828                      |
| Gmelin | 185280                       |
| Kémiai és fizikai tulajdonságok                                                                                 |                              |
| Kémiai képlet                                                                                                   | C6H6O6                       |
| Moláris tömeg                                                                                                   | 174,108 g/mol                |
| Olvadáspont | cisz: 194-195 °C (bomlik)    |
| Veszélyek |                              |
| EU osztályozás                                                                                                  | irritatív (Xi)               |
| R mondatok | R36/37/38                    |
| S mondatok | S26, S37                     |
| Ha másként nem jelöljük, az adatok az anyag standardállapotára (100 kPa) és 25 °C-os hőmérsékletre vonatkoznak. |                              |

Az akonitsav egy szerves sav, pontosabban egy trikarbonsav. Az akonitsav sói az akonitátok. A cisz módosulata anion, cisz-akonitát formájában a citromsavciklus egyik szubsztrátja. 
Átalakulását az akonitáz enzim katalizálja.
Az akonitsav a természetben megtalálható például az Aconitum napellusban (havasi sisakvirág), a neve is innen ered.
Szintetikusan citromsavból állítható elő, forró kénsavval végzett dehidratálással.